# Малая Пихтовая
Малая Пихтовая — река в России, протекает по Уватскому району Тюменской области. Устье реки находится в 13 км по левому берегу реки Большая Пихтовая. Длина реки составляет 16 км.

## Данные водного реестра
По данным государственного водного реестра России относится к Иртышскому бассейновому округу, водохозяйственный участок реки — Иртыш от впадения реки Тобол до города Ханты-Мансийск (выше), без реки Конда, речной подбассейн реки — бассейны притоков Иртыша от Тобола до Оби. Речной бассейн реки — Иртыш.